# 太石乡
太石乡，是中华人民共和国甘肃省陇南市康县下辖的一个乡镇级行政单位。

## 行政区划
太石乡下辖以下地区：
金厂村、董湾村、何家湾村、李家山村、巩家山村、阳山村、河口村、寺沟村、水口村、雍坝村和甘柏村。